# Enniaunus
Enniaunus est un roi légendaire de l’île de Bretagne (actuelle Grande-Bretagne), dont l’« histoire » est rapportée par Geoffroy de Monmouth dans son Historia regum Britanniae (vers 1135).

## Contexte
Enniaunus nommé Einion ap Arthal dans le Brut y Brenhinedd est selon  Geoffroy de Monmouth le fils d'Arthgallo. Il succède à son frère Marganus II ou Margan, mais, il exerce un gouvernement tyrannique plutôt qu'une juste et équitable administration, il est déposé dans la sixième année de son règne et il a comme successeur  son cousin  Idvallo fils d'Ingen [Idwal ab Owain]

## Sources
- Geoffroy de Monmouth Histoire des rois de Bretagne, traduit et commenté par Laurence Mathey-Maille, Édition Les belles lettres, coll. « La roue à livres », Paris, 2004,  (ISBN 2-251-33917-5)
- (en) Peter Bartrum, A Welsh classical dictionary: people in history and legend up to about A.D. 1000, Aberystwyth, National Library of Wales, 1993 (ISBN 9780907158738), p. 261 EINION ab ARTHAL, fictitious king of Britain. (194-188 B.C.)